# Harmen van Bol'es

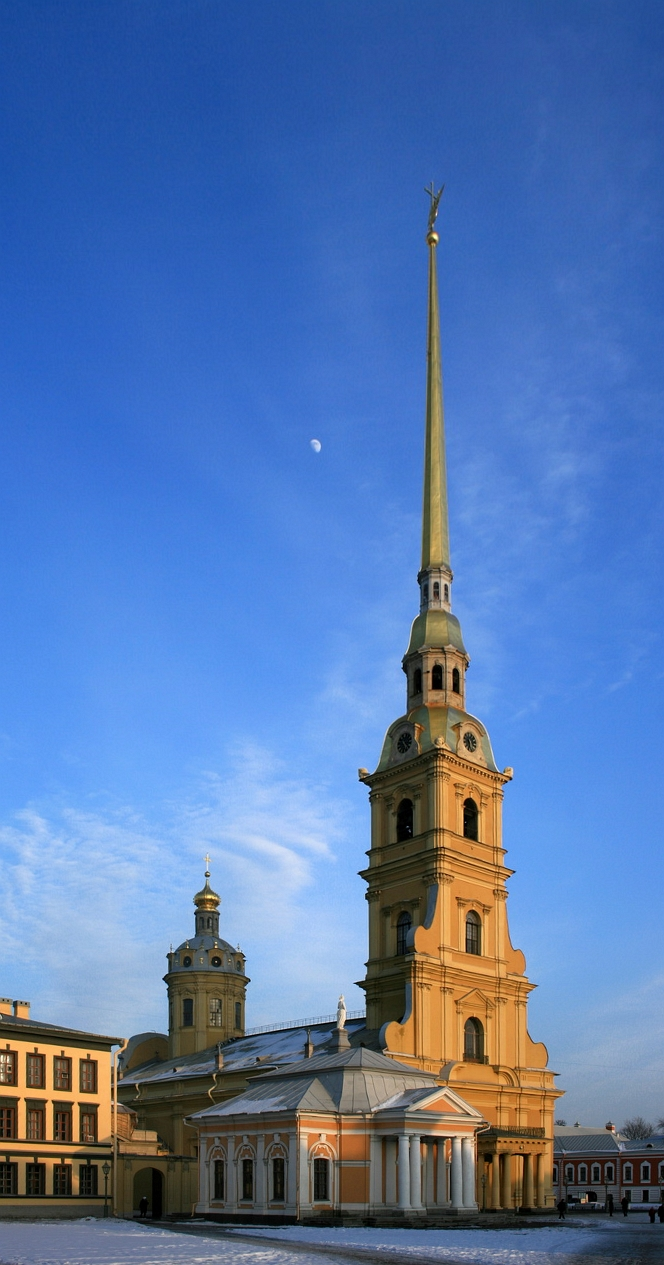
Sint-Petersburg, St.Petrus-en-Pauluskathedraal

Harmen van Bol'es (Russisch: Харман ван Болос) (Amsterdam, gedoopt 28 juli1689 - Sint-Petersburg, 1764) was keizerlijk bouwmeester in Rusland.

## Leven en werk
Harmen was de zoon van de rondreizende molenmaker Cornelis Harmensz van Bol'es (1658-1735), afkomstig uit het Krimpense geslacht van timmerlieden Van Bol'es, en diens vrouw Annetje Barents Kock (1655-1699). Grootvader Harmen Cornelisz van Bol'es had zich als timmerman in het dorpje Bolnes gevestigd, vandaar de geslachtsnaam. Toen Cornelis in 1690 de aanstelling van Stadstimmerman in Schiedam kreeg, verhuisde het gezin mee naar de jeneverstad. In zijn jonge jaren zal Harmen in de leer geweest zijn bij zijn vader, inmiddels stadsarchitect, maar hij volgde deze niet op in zijn functie; in 1724 zal zijn jongere broer Arij van Bol'es stadsarchitect worden. Deze functie zou nog tot 1827 door diens afstammelingen vervuld worden.
Harmen van Bol'es tekende op 26 april 1713 in Den Haag een contract waarbij hij in dienst trad van tsaar Peter de Grote van Rusland. Deze had aan de monding van de rivier de Neva in 1703 Sint-Petersburg gesticht. Deze beoogde nieuwe hoofdstad moest Ruslands moderne venster op het westen worden, maar was in 1713 nog niet veel meer dan een modderpoel. Vandaar dat er voor ontwerp en uitvoering veel kundige westerlingen werden aangenomen, waaronder natuurlijk de nodige inwoners van de door Peter de Grote bewonderde Republiek der Verenigde Nederlanden. Het eigenlijke harde en gevaarlijke werk werd overwegend uitgevoerd door Russische dwangarbeiders.
Van Bol'es werd mede door de vriendschap en patronage van zijn oudere Zwitserse collega Domenico Trezzini al snel een succes in Sint-Petersburg. Naast meubels (wat tot het vaste repertoire van zijn voorouders als dorpstimmerlui hoorde) voor de keizerlijke paleizen ontwierp en voerde hij een groot aantal bouwwerken in de stad uit. Daaronder typisch Nederlandse specialiteiten als ophaalbruggen, sluizen, windmolens en grachten. De Zomertuinen verfraaide hij met fraaie fonteinen, die gevoed werden door een ingewikkeld netwerk van ondergrondse watertanks. Maar evengoed was hij betrokken bij grote vestingwerken rond Sint-Petersburg.
Het bekendst in het huidige Sint-Petersburg is hij echter vanwege zijn grote specialiteit, torenspitsen. Onder meer de spitsen van de kathedraal binnen de Petrus- en Paulusvesting, de Simeon en Annakerk en de Konjoesjennyj Dvor zijn van zijn hand. Op Van Bol'es' slanke spits van de Admiraliteit aan de Nevski Prospekt prijkt als windvaan een door hem ontworpen scheepje. Dit Admiralteitsschuitje geldt als een belangrijk symbool van Sint Petersburg. Volgens de overlevering stelt het scheepje het eerste Russische oorlogsschip 'De Adelaar' voor.
Harmen van Bol’es trouwde tweemaal en werd in Sint-Petersburg vader van minstens twaalf kinderen. De oudste zoon Cornelis, uit het eerste huwelijk met Elijsabeth Geldorp, keerde terug naar Schiedam. De tweede zoon Anthony werd genoemd als lakei (ongetwijfeld in een bouwkundige functie) aan het keizerlijk hof in Moskou. Hij overleed aldaar in 1746. Harmen wordt in een stuk uit 1750 genoemd als "haare keijserlijke Majesteijts Bouw-meester tot St. Petersburgh". De oudste zoon uit het tweede huwelijk met Catharina Potter, Cornelis (de jonge; de nieuwe schoonvader heette ook Cornelis) schijnt Harmen na diens dood in 1764 in deze functie te zijn opgevolgd. Cornelis de jonge van Bol'es overleed in 1771 te Sint Petersburg "aan eene Teeringe".

## Galerij

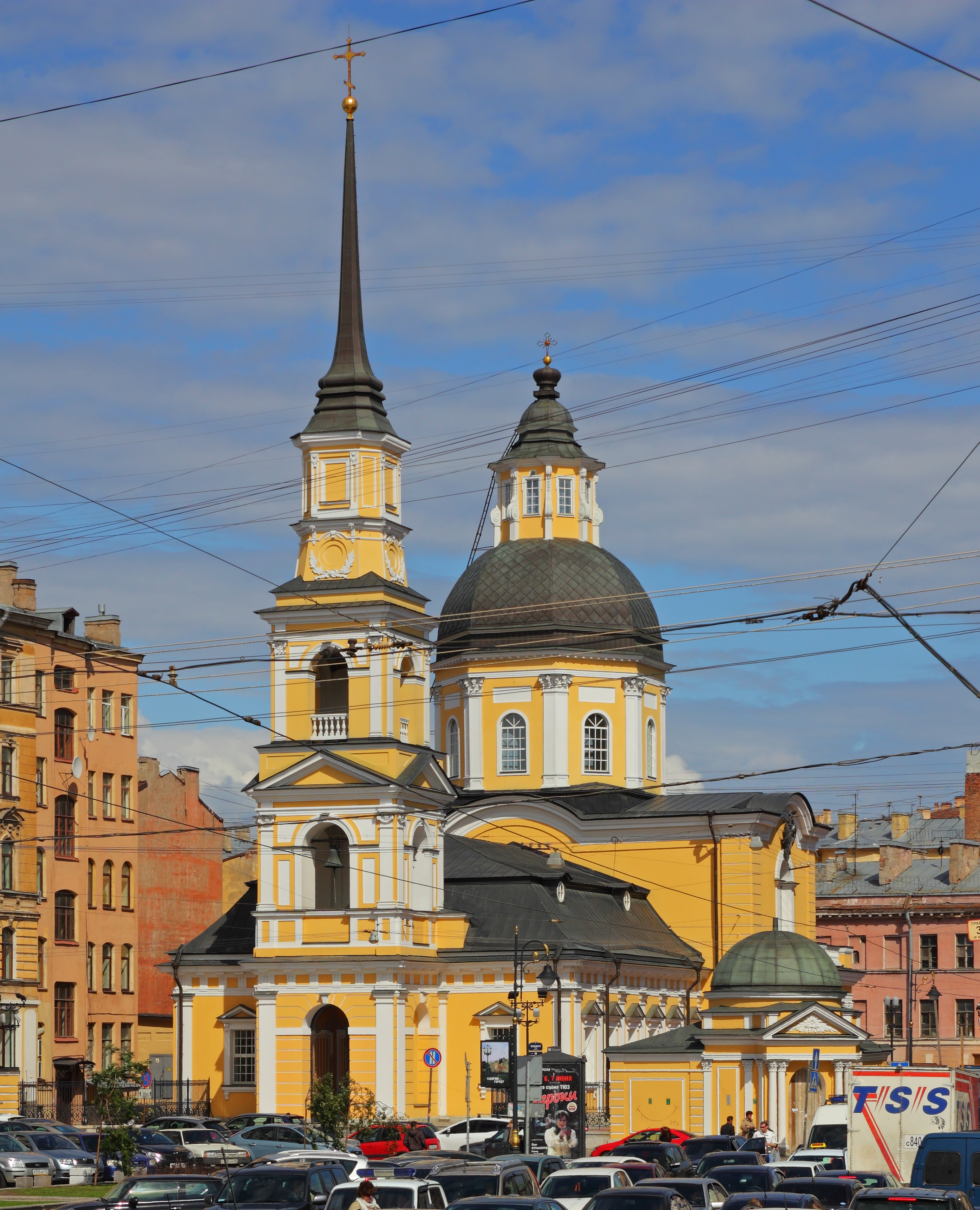
Sint-Petersburg, St.Simeon en Anna
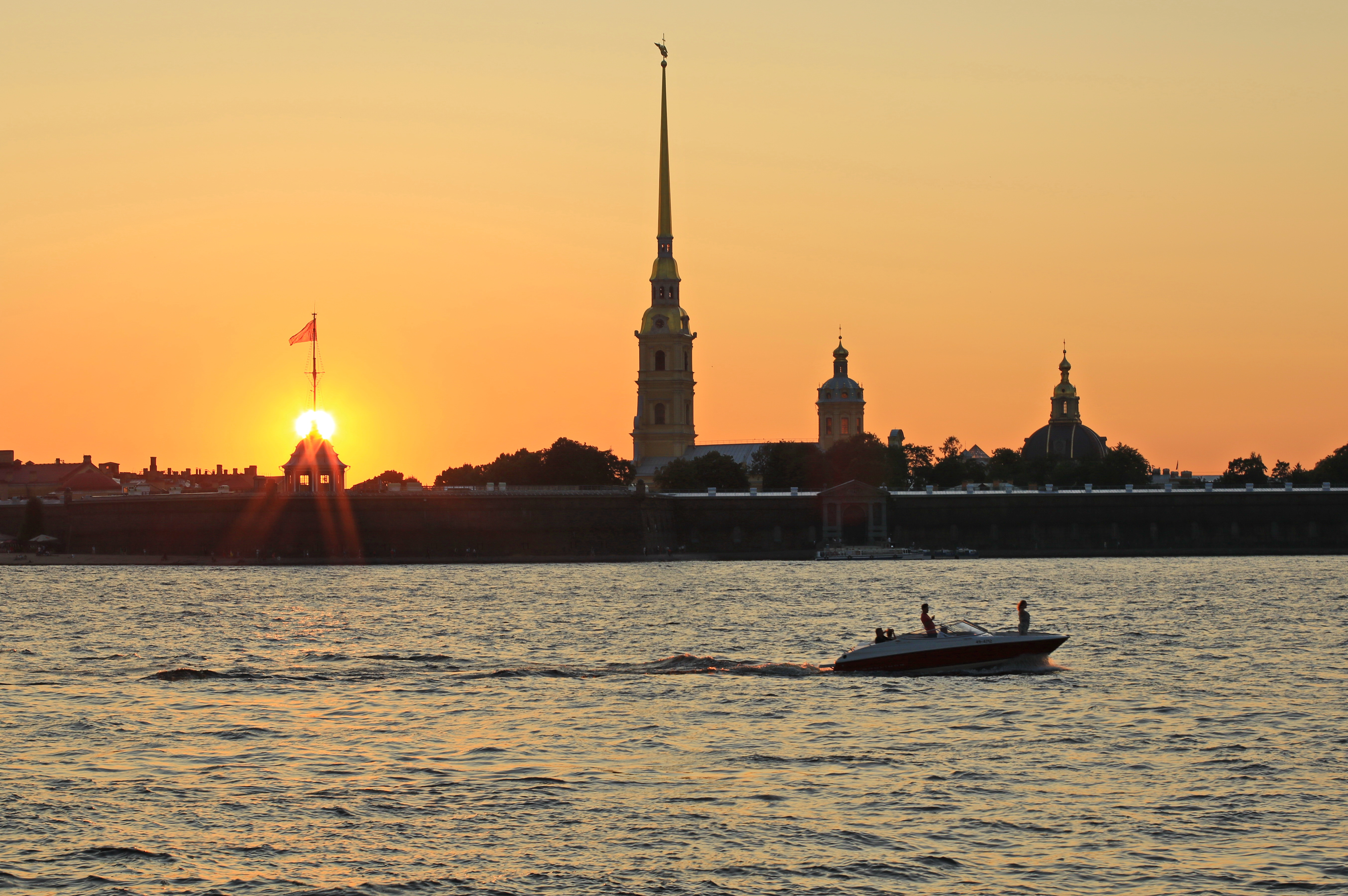
Sint-Petersburg, Sint-Petrus-en-Paulusvesting
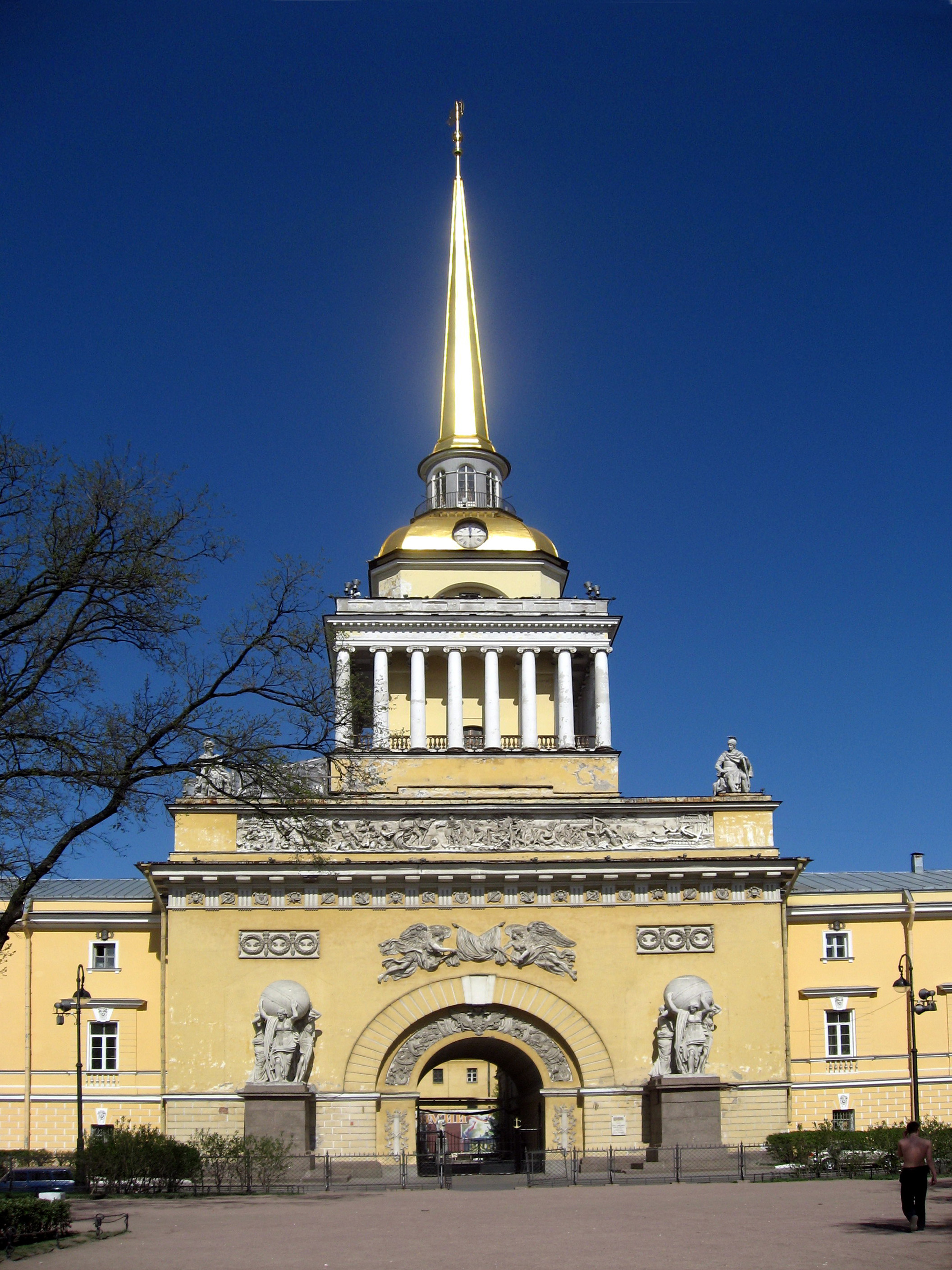
Sint-Petersburg, Admiraliteit
De door Bol'es ontworpen windvaan op de Admiraliteit